# سفارة بولندا في اليابان
سفارة بولندا في اليابان هي أرفع تمثيل دبلوماسي لدولة بولندا لدى اليابان. تقع السفارة في وهي تهدف لتعزيز المصالح البولندية في اليابان.

## وصلات خارجية
- الموقع الرسمي
- قائمة سفارات بولندا
- قائمة السفارات في اليابان